# Finley (gruppo musicale)
I Finley sono un gruppo musicale pop punk italiano fondato a Legnano nel 2002. Il gruppo è composto da Pedro (voce), Ka (chitarra), Dani (batteria) e Ivan (basso).
Nella loro carriera musicale i Finley hanno venduto oltre 300 000 copie e vinto numerosi premi, tra cui i due prestigiosi Best Italian Act agli MTV Europe Music Awards, il primo nel 2006 a Copenaghen e il secondo a Liverpool nel 2008, diventando così il gruppo italiano più premiato della manifestazione insieme ai Subsonica.
I componenti del gruppo sono stati inoltre insigniti dal sindaco di Legnano con la benemerenza civica per aver fatto conoscere il nome della città nel mondo, per il loro impegno e il contributo al progresso civile e morale al servizio della collettività.

## Storia del gruppo

### I primi anni (2002-2004)
I Finley nacquero nel 2002 dall'incontro di quattro amici musicisti al Liceo Galileo Galilei di Legnano: Pedro, Ka, Dani e Ste. I quattro iniziarono subito a comporre brani originali presso lo scantinato del locale Circolone.
Attraverso il nome Junkies, il gruppo registrò l'EP Simply a Demo e, da lì a poco, arrivò il loro esordio dal vivo al concerto del 1º maggio, un evento organizzato da tutti i licei della zona. Nel 2003 cambiarono definitivamente il nome in Finley, prendendo in prestito il cognome del giocatore dell'NBA Michael Finley, all'epoca stella dei Dallas Mavericks.
Si esibirono nei locali della provincia, parteciparono al concorso di Emergenza Festival, aggiudicandosi il sesto posto, e si classificarono terzi al Pop Rock Contest di Monfalcone nel 2004. Nello stesso anno autoproducono il loro primo videoclip per il brano Make Up Your Own Mind, girato da Marco Lamanna.

### Claudio Cecchetto eTutto è possibile(2005-2006)
Con il brano Make Up Your Own Mind i Finley arrivarono alle orecchie di Claudio Cecchetto. Iniziò la collaborazione tra il gruppo e il produttore, che portò i quattro ragazzi di Legnano ad esibirsi al PalaLottomatica di Roma e al Mediolanum Forum di Assago, in apertura dei concerti di Max Pezzali.
Nel 2005 Claudio Cecchetto produsse il primo singolo dei Finley Tutto è possibile (versione italiana di Make Up Your Own Mind), il cui video venne presentato nel novembre del 2005 sugli schermi di MTV Italia. I Finley si presentarono qualche giorno più tardi sotto gli studi di Total Request Live in Piazza Duomo a Milano e, durante la diretta, mostrarono alle telecamere un cartello riportante la parola «Grazie!» come gesto di riconoscenza verso l'emittente musicale. Diventarono con il tempo un gruppo di riferimento per MTV Italia, che affidò ai quattro la conduzione di alcune puntate delle sue trasmissioni principali.
I Finley firmarono un contratto con EMI/Capitol Records, pubblicando il primo album in studio Tutto è possibile il 31 marzo 2006, registrato e missato dal produttore artistico Daniele Persoglio. L'album venne promosso da un tour italiano e dal secondo singolo Diventerai una star, uscito nell'estate dello stesso anno e grazie al quale l'album scalò le classifiche, venendo certificato disco di platino per le oltre 80 000 copie vendute. Il successo li portò sul palco di Festivalbar e Giffoni Film Festival, oltre all'esibizione con Pink durante il Coca Cola Live @ MTV e alla condivisione del palco con Depeche Mode e Morrissey all'Heineken Jammin' Festival. Durante una sessione di prove, il gruppo incontrò il rapper Mondo Marcio, il quale aveva pubblicato da poco il secondo album Solo un uomo: insieme registrarono una nuova versione del singolo di Mondo Marcio Dentro alla scatola.
I Finley furono inseriti tra i candidati per il Best Italian Act agli MTV Europe Music Awards 2006 di Copenaghen, insieme ai Lacuna Coil, a Jovanotti, Tiziano Ferro e a Mondo Marcio. Il gruppo si aggiudicò la statuetta e il 27 novembre, per festeggiare il premio, pubblicò un'edizione speciale di Tutto è possibile, che ottenne il secondo disco di platino superando le 160 000 copie vendute.
Il tour, trainato dai singoli Sole di settembre e Fumo e cenere, proseguì nei club italiani per tutto il 2006, portando il gruppo a tenere oltre 100 concerti; l'ultima data del tour si tenne il 28 gennaio 2007 all'Alcatraz di Milano.

### Adrenalinae Sanremo (2007-2008)

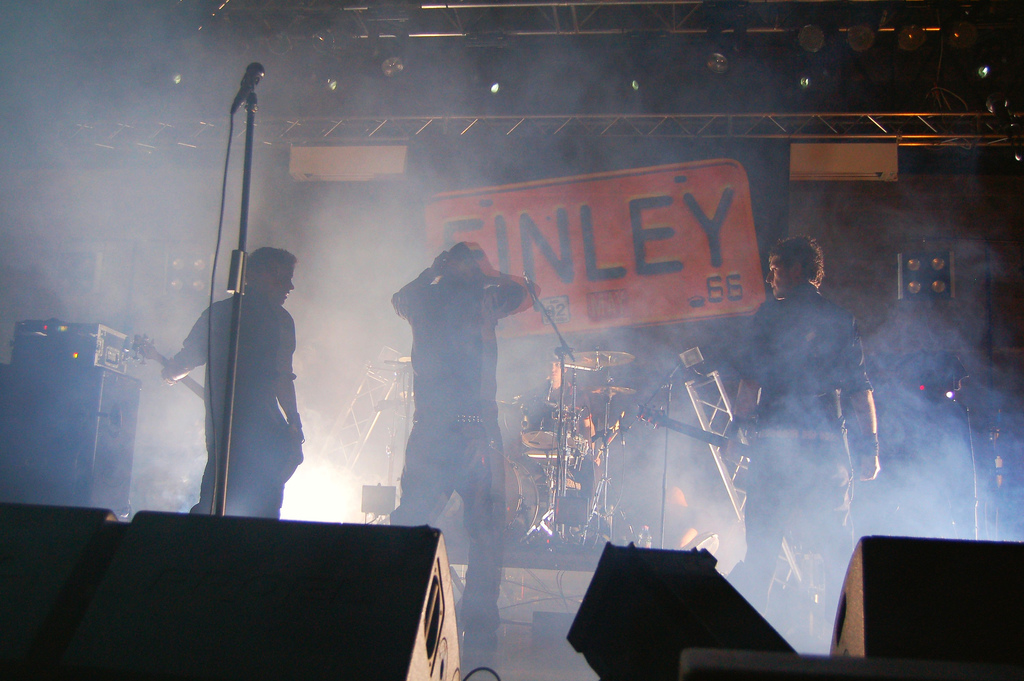
I Finley in concerto a Milano nel 2007

Nei primi mesi del 2007 i Finley si sono dedicati alla composizione e alla scrittura del secondo album, Adrenalina. Prodotto da Claudio Cecchetto ed EMI/Capitol, il disco è stato realizzato insieme al produttore artistico Michele Canova (Tiziano Ferro, Jovanotti, Eros Ramazzotti) ed è stato pubblicato il 15 giugno 2007, a poche settimane dall'uscita del singolo omonimo, debuttando alla seconda posizione degli album più venduti in Italia.
Nell'estate del 2007 i Finley, oltre a toccare tutta Italia con l'Adrenalina Tour, hanno portato la loro musica fuori dai confini nazionali, esibendosi ai più importanti festival rock europei. Primo fra tutti il Rock am Ring e Rock im Park in Germania, dove suonano in una delle edizioni più incredibili della storia del festival (Muse, Smashing Pumpkins, Linkin Park, The Hives) e condividendo il palco con Korn, Velvet Revolver, Good Charlotte, Paolo Nutini e The Kooks. Ad Hyde Park, Londra per il Wireless Festival in un concerto che li ha visti protagonisti insieme a The White Stripes, Queens of the Stone Age, Air e a Göteborg, Svezia, dove si esibiscono sul palco del Pier Pressure Festival, in apertura a My Chemical Romance ed Avril Lavigne. Durante la trasferta europea, il gruppo è stato seguito da MTV Italia, che ha realizzato un documentario incentrato sugli avvenimenti sopracitati.
Il tour italiano è proseguito fino alla fine dell'estate e ha visto i Finley esibirsi all'MTV Day 2007 a Roma, insieme a Elisa, Negramaro e Le Vibrazioni, in una Piazza San Giovanni gremita da più di 70.000 persone, presenti per assistere al concerto del decimo compleanno dell'emittente. Nel mese di ottobre 2007 il gruppo ha pubblicato il secondo singolo Domani e poche settimane più tardi Adrenalina è stato certificato disco d'oro.
Durante la composizione dei brani di questo album i Finley hanno scritto Ricordi, brano presentato nei mesi successivi al Festival di Sanremo 2008. Durante la fase serale incentrata sui duetti, il gruppo si è esibito con la cantante messicana Belinda, con la quale hanno inciso successivamente la versione inglese di Ricordi, intitolata Your Hero.
A seguito della manifestazione, il gruppo ha pubblicato Adrenalina 2, riedizione del secondo album che è divenuta la pubblicazione più venduta tra i partecipanti al Festival di Sanremo 2008. Il secondo album dei Finley è divenuto disco di platino e nel maggio del 2008 è partito un tour italiano che è proseguito fino all'autunno. Nel corso dello stesso anno, il gruppo è stato candidato nuovamente come Best Italian Act agli MTV Europe Music Awards 2008, aggiudicandosi il premio a Liverpool, nel mese di novembre.

### Band at WorkeFuori!(2009-2011)
I Finley tornano in studio e dopo qualche mese escono con un EP intitolato Band at Work, preceduto dal singolo Gruppo Randa. Con questa pubblicazione, il gruppo ha sperimentato generi nuovi e ha affrontato temi differenti da quelli affrontati negli album precedenti, dando vita ad un album di passaggio che li porterà successivamente a reinventare il proprio sound.
Il 30 marzo 2010 pubblicano sempre con Claudio Cecchetto, Pierpaolo Peroni ed EMI il terzo album in studio Fuori!, arrangiato e registrato da Marco Barusso e in parte da Daniele Persoglio e missato da Marco Barusso. L'album debutta alla nona posizione della Classifica FIMI Album e viene presentato dal gruppo attraverso un film-clip, un cortometraggio a puntate legate tra loro dai cinque singoli dell'album (Fuori!, Un'altra come te, Il tempo di un minuto, In orbita e Meglio di noi non c'è niente). Una novità nel campo dei videoclip, tema molto caro ai Finley, vista la forte predisposizione cinematografica e la particolare attenzione dei ragazzi alla regia dei propri video.
Nel settembre dello stesso anno i Finley vengono scelti per reinterpretare la colonna sonora di Camp Rock 2: The Final Jam, fortunata produzione Disney, che li vede impegnati nella promozione del film con il brano Per la vita che verrà, scritto dal gruppo come versione italiana della sigla originale I wouldn't change a thing, cantato da Demi Lovato e Joe Jonas.
Nella seconda metà del 2010 si verificano due episodi molto importanti nel percorso dei Finley. Il primo è l'abbandono da parte di Ste a causa della sua intenzione a proseguire nuovi progetti personali; il suo posto è stato preso temporaneamente dall'amico, produttore e bassista Daniele Persoglio. Il secondo è l'incontro con Edoardo Bennato, la cui collaborazione nasce in occasione di un concerto dei Finley, nel quale suonano insieme due brani del loro repertorio: Le ragazze fanno grandi sogni e Fumo e cenere. Bennato chiama i Finley per la realizzazione del suo DVD live MTV Classic Storytellers che vede la partecipazione di altri ospiti quali Roy Paci, Giuliano Palma & The Bluebeaters e Morgan. I Finley reinterpretano insieme a Edoardo il brano Rinnegato.
Nel 2011 i Finley partecipano alla realizzazione di Rio - il CD, la compilation ispirata al film d'animazione Fox, con il brano Carnevale. A settembre dello stesso anno decidono di prendersi una lunga pausa per occuparsi della composizione del quarto album. Durante questo periodo pubblicano un diario online scritto per tenere aggiornati sul nuovo disco. Nella seconda puntata di Timeline Videodoc i Finley annunciano che la produzione artistica dell'album verrà affidata all'amico di vecchia data Guido Style, frontman dei The Styles. Nella quinta puntata invece, viene ufficialmente presentato Ivan, il nuovo bassista.

### Fuoco e fiammeeSempre solo noi(2012)
Terminato il sodalizio con Claudio Cecchetto e la EMI, nel 2012 i Finley decidono, insieme al nuovo manager Omar Pedretti, di fondare la propria etichetta discografica indipendente, la Gruppo Randa, con la quale pubblicano il 29 maggio il quarto album Fuoco e fiamme. Anticipato dal videoclip del brano Fuego, l'album esordisce alla prima posizione della classifica degli artisti indipendenti e al sesto posto nella Classifica FIMI Album e presenta tredici brani, di cui uno inciso con Edoardo Bennato, ovvero Il meglio arriverà.
Ad agosto, in concomitanza con il termine delle competizioni ufficiali, i Finley pubblicano il video di Olympia (The Sound of My Nation), brano dedicato ai Giochi della XXX Olimpiade e scelto dalla Federazione Pugilistica Italiana per accompagnare l'avventura londinese dell'Italian Boxing Team. Il video vede la partecipazione di Vincenzo Mangiacapre e dei pugili Domenico Valentino, Vincenzo Picardi, Vittorio Jahyn Parrinello e Manuel Cappai. A metà settembre il gruppo realizza la sigla del talk show Undici, condotto da Pierluigi Pardo.
Il 9 novembre riparte dal Circolo degli Artisti di Roma il Fuoco e fiamme Tour, mentre il 4 dicembre (a sei mesi di distanza da Fuoco e fiamme) esce il quinto album Sempre solo noi, un concept album in edizione limitata che celebra i dieci anni di carriera dei Finley e costituito da sette brani, tra cui il singolo Un giorno qualunque. Il gruppo chiude l'anno collaborando alla raccolta benefica PGA - Italian Punks Goes Acoustic...for Good! del progetto no-profit PGA (nato nel 2010 dall'idea di Andrea Rock) con una reinterpretazione del brano dei Clash I Fought the Law.

### Attività extra-musicali (2013-2016)
A gennaio 2013 i Finley vengono scelti da LEGO per realizzare la colonna sonora del nuovo progetto LEGO Legends of Chima: Unleash the Power, Day of Glory e Horizon sono i tre brani che accompagnano la campagna dal marchio danese; i Finley diventano pertanto, per il triennio successivo, testimonial mondiali del brand.
Il 2013 segna anche l'inizio del percorso radiofonico del gruppo, il quale ha debuttato su Radio Kiss Kiss con il programma Kiss Kiss my Ass, da loro scritto, condotto e suonato. Attraverso il programma il gruppo ha trattato tematiche quali attualità, musica e sport, oltre ad aver condotto interviste a importanti esponenti della musica italiana e internazionale, come Luciano Ligabue, J-Ax, Negrita, Muse, Kasabian, James Blunt, Paolo Nutini, Mika, Skunk Anansie, Slash, Simple Plan, Rita Ora, 5 Seconds of Summer e One Direction.
Nel 2016 il gruppo fa il suo debutto nel programma Calciomercato - L'originale di Sky Sport 1, condotto da Alessandro Bonan, e appaiono tra i protagonisti del programma Gol Collection di TV8.

### Armstrong(2016-2022)

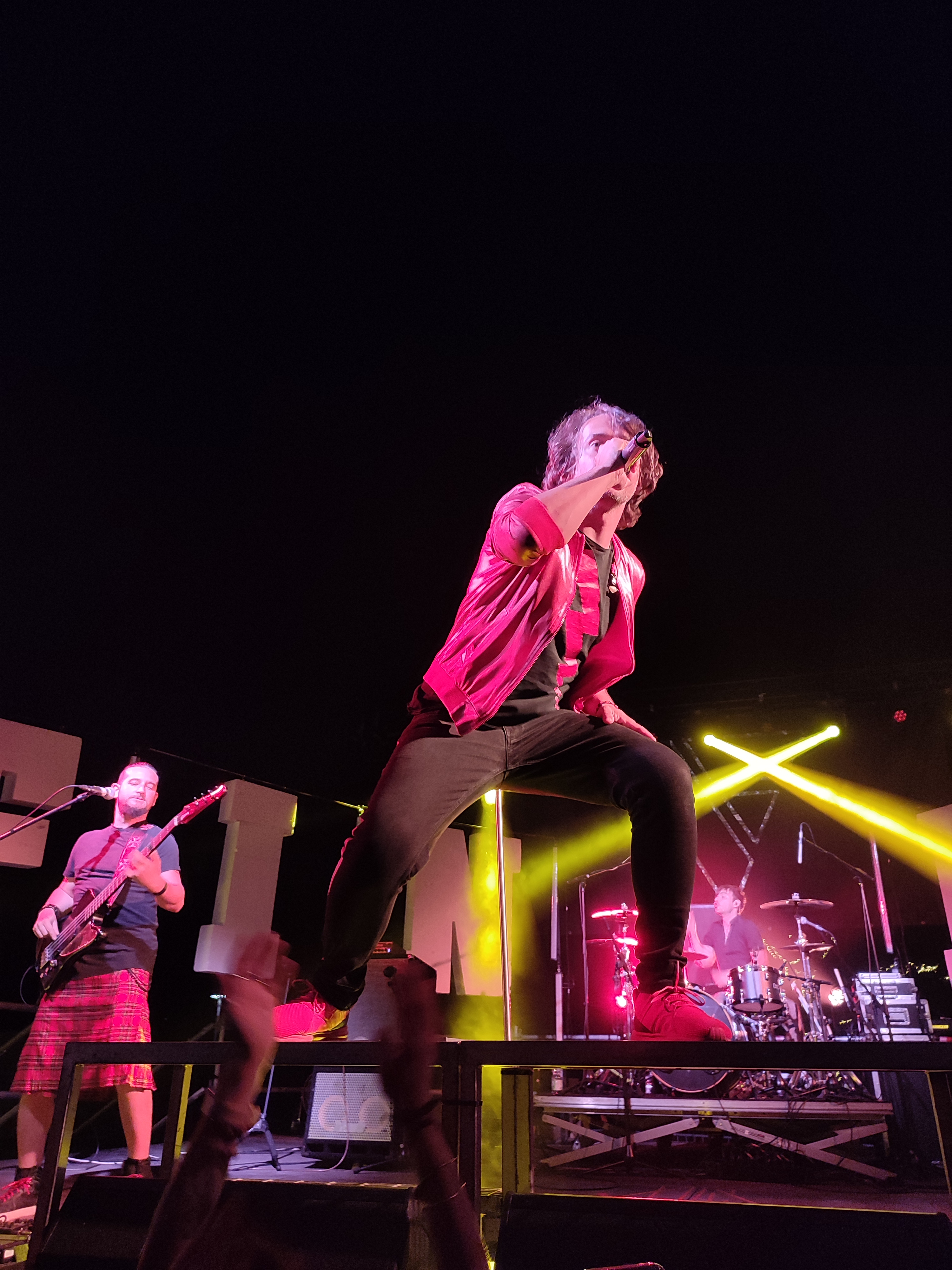
I Finley in concerto a Bologna nel 2022

Il 14 giugno 2016 esce il singolo Il mondo, reinterpretazione dell'omonimo brano di Jimmy Fontana incisa a favore del progetto Cesvi per la campagna Food Right Now che ha come obiettivo combattere la fame nel mondo ed accompagnato da un videoclip girato a Londra e diretto da Gabriele Paoli. Nell'estate dello stesso anno abbandonano Radio Kiss Kiss passando sulle frequenze di Radio Monte Carlo, dove conducono nella fascia del mattino con il programma Complimenti per la trasmissione. Compaiono sulla raccolta PGA - If the Kids Are United, pubblicata il 16 dicembre 2016, con la cover di Anarchy in the U.K. dei Sex Pistols.
Il 31 marzo 2017 esce il singolo La fine del mondo, seguito il 23 giugno 2017 dal singolo Odio il DJ e ad ottobre dal singolo 7 miliardi, che anticipano il quinto album Armstrong, pubblicato il 13 ottobre dello stesso anno dalla Sony Music.
Nell'aprile 2018 pubblicano il singolo Tutto quello che ho, che diventa la colonna sonora della Formula 1 sui canali di Sky Sport. A dicembre 2018 lasciano Radio Monte Carlo e passano a R101, dove conducono il programma I trafficanti di R101.
Il 17 maggio 2019 pubblicano il primo album dal vivo We Are Finley, comprensivo anche dell'inedito in studio San Diego. Il 30 novembre 2019 pubblicano il singolo Santa Claustrofobia.

### Pogo Mixtape Vol. 1(2023-presente)
Il 17 febbraio 2023 i Finley ritornano sulle scene musicali con il singolo Porno, realizzato in collaborazione con Naska. Successivamente collaborano al brano Rifarei tutto quanto di DJ Matrix, incluso nell'album Musica da giostra, vol. 10 uscito il 14 aprile.
A partire da maggio intraprendono una collaborazione artistica con Benji (componente del duo Benji & Fede), pubblicando il 26 dello stesso mese una versione remix del singolo Dove e quando degli stessi Benji e Fede. Successivamente è stata la volta del remix di Fumo e cenere, presentato il 16 giugno seguente, e dell'inedito Politically Correct, uscito il 30 giugno.
Il 17 maggio 2024 è uscito il settimo album della band intitolato Pogo Mixtape Vol. 1 e distribuito da Warner Music Italy.
Il 24 gennaio 2025, esce il nuovo singolo dal titolo Bomber.

## Formazione

### Attuale
- Pedro (Marco Pedretti) – voce (2002-presente)
- Ka (Carmine Ruggiero) – chitarra, cori (2002-presente)
- Dani (Danilo Calvio) – batteria, cori (2002-presente)
- Ivan (Ivan Moro) – basso, cori (2011-presente)

### Ex componenti
- Ste (Stefano Mantegazza) – basso, cori (2002-2010)

## Discografia

### Album in studio
- 2006 – Tutto è possibile
- 2007 – Adrenalina
- 2010 – Fuori!
- 2012 – Fuoco e fiamme
- 2017 – Armstrong
- 2024 – Pogo Mixtape Vol. 1

### Album dal vivo
- 2019 – We Are Finley

### Raccolte
- 2016 – Gira il mondo gira

## Riconoscimenti

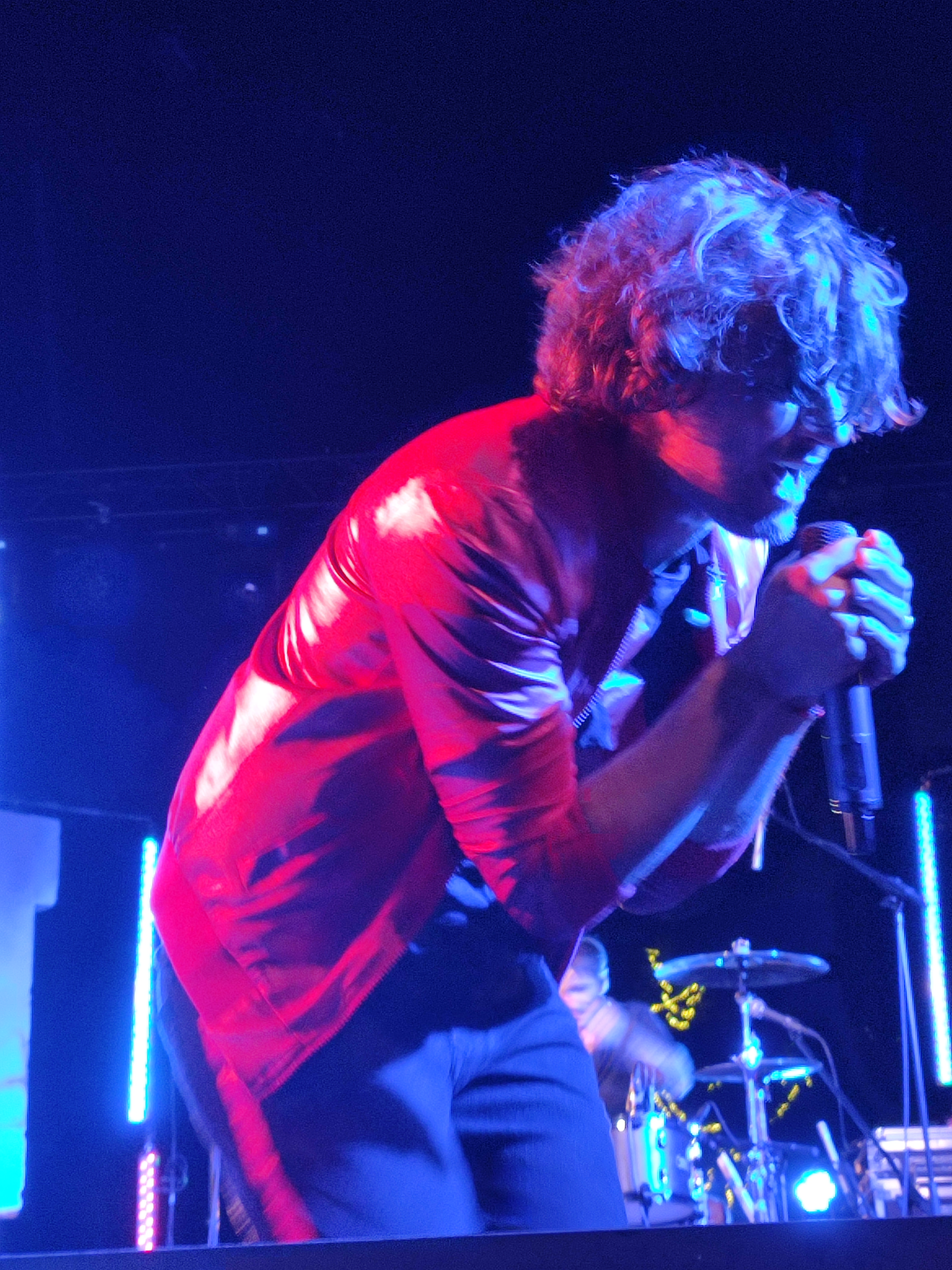
Pedro dei Finley in concerto nel 2022

- 2006 – MTV Europe Music Awards 2006 - categoria Miglior artista italiano[20]
- 2006 – Premio Videoclip Italiano - categoria miglior artista emergente con Tutto è possibile (regia di Gaetano Morbioli)[21]
- 2006 – Venice Music Awards - categoria New Big Generation
- 2007 – TRL Awards 2007 - categorie Italians Do It Better, Best Lacrima Award e Best Number One of the Year (con Diventerai una star)
- 2007 – Nickelodeon Kids' Choice Awards - categorie Miglior gruppo dell'anno e Tormentone dell'anno (con Adrenalina)
- 2008 – MTV Europe Music Awards 2008 - categoria Miglior artista italiano[20]
- 2008 – TRL Awards 2008 - categoria Best riempipiazza
- 2008 – Venice Music Awards - categoria Miglior gruppo internazionale[22]
- 2008 – Nickelodeon Kids' Choice Awards - categoria Miglior band
- 2008 – Wind Music Awards 2008 - premio FIMI per i migliori artisti emergenti
- 2008 – Medaglia d'oro alla Giornata della Riconoscenza della Provincia di Milano
- 2009 – Premio Videoclip Italiano - categoria premio speciale per la videografia[23]
- 2009 – Benemerenza civica del comune di Legnano[4]
- 2012 – Premio Videoclip Italiano - categoria Miglior regia col brano Fuego (regia di Marco Lamanna)